# Музаев, Нурдин Джамалдинович
Нурди́н Джамалди́нович Муза́ев (2 [15] октября 1913, Белгатой, Терская область — 1983, Грозный) — чеченский писатель, поэт, драматург, переводчик, учёный, кандидат филологических наук, педагог, участник Великой Отечественной войны, председатель Союза писателей Чечено-Ингушской АССР (1958—1959), член Союза писателей СССР (1934).

## Биография
Родился 15 октября 1913 года в Шалинском районе, в ауле Белгатой в семье крестьянина. Детство провёл в родном селе. В 1929 году окончил начальную школу, в 1933 — Грозненский рабфак. После окончания рабфака поступил на комсомольское отделение Всесоюзного коммунистического института журналистики в Москве.
Начал писать стихи ещё во время учёбы в школе. Первые его произведения были опубликованы в 1930 году. В 1933 году был издан его сборник стихов «Шаг на верном пути». Тогда же написал пьесу «Росток нашей эпохи», посвящённую колхозному строительству.
Был делегатом первого учредительного съезда Союза писателей СССР. Член Союза писателей СССР с момента его основания. Его членский билет был подписан Максимом Горьким. Член ВКП(б) с 1940 года.
После возвращения на родину был сначала заместителем, а затем редактором республиканской газеты «Ленинец». В произведениях тех лет (сборники стихов «Мой путь», «Голос сердца», пьесы «В сверкании молнии», «Асет», «Колхозный праздник») ставится проблема нового человека — строителя социализма, его духовного обновления.
В конце 1941 года ушёл на фронт. Был членом политотдела 255-го отдельного Чечено-Ингушского кавалерийского полка, комиссар пулемётного эскадрона. Участвовал в Сталинградской битве. Был награждён орденами и медалями.
Главной темой советской поэзии военного периода стала тема мужества, подвига, интернационального долга, которая нашла своё отражение и в творчестве Нурдина Музаева. В 1943—1944 годах был начальником управления кинофикации Чечено-Ингушской АССР.
В годы депортации (1944—1957 годы) работал учителем, корреспондентом радио и газет в Казахской ССР, заведовал редакцией чечено-ингушской художественной литературы при Казахском литературном издательстве. Окончил филологический факультет Фрунзенского государственного педагогического института. В 1966 году защитил кандидатскую диссертацию «Чеченская литература на путях социалистического реализма».
После возвращения на родину в 1957 году был учителем, старшим редактором Чечено-Ингушского книжного издательства, а затем литературным консультантом правления Союза писателей Чечено-Ингушской АССР.
Был преподавателем родного языка и литературы Чечено-Ингушского педагогического института и Чечено-Ингушского государственного университета.
Перевёл на чеченский язык поэму Владимира Маяковского «В. И. Ленин», стихи А. С. Пушкина, М. Ю. Лермонтова. Перевёл поэму Шота Руставели «Витязь в тигровой шкуре». Над этим переводом он работал 20 лет и закончил его к 800-летию со дня рождения грузинского поэта. Музаев был приглашён на празднование этой даты, где ему была вручена Почётная грамота Президиума Верховного Совета и Совета Министров Грузии.
Был автором целого ряда пьес, многие из которых были поставлены на сценах местных театров:
- «Мекхаш-Мирза» (1940);
- «Самые дорогие» (1958);
- «Верить человеку»;
- «Асет» (1961);
- «Светлый путь» (1961)

и многие другие.
Комедия «Мекхаш-Мирза» была написана по мотивам чеченского фольклора и поставлена на сцене Чечено-Ингушского драматического театра имени Х. Нурадилова. Она с неизменным успехом шла на сцене театра более 20 лет, была переведена на осетинский язык. Пьеса «Верить человеку» была поставлена на сцене Грозненского русского драматического театра.
В 1970 году композитор Оскар Фельцман написал «Песню о Грозном» на слова Нурдина Музаева.

## Семья
- Сын Музаев, Магомед Нурдинович — историк, начальник Архивного управления Правительства Чеченской республики;
- Внук Музаев, Тимур Магомедович — историк, журналист, политический деятель, обозреватель, публицист, автор телефильмов.

### Художественные произведения Нурдина Музаева

#### на чеченском языке
- Музаев Н. Д. Расцвет нашего времени: пьеса = Вайн заманан заза. — Соьлжа-Гӏала: Нохчоблзорб, 1933.
- Музаев Н. Д. Утро и вечер: пьеса = Iуьйре а, суьйре а. — Грозный: Нохчоблзорб, 1933.
- Музаев Н. Д. Шаг по правильной дороге: стихи = Бакъчу новкъахь гӏулч. — Соьлжа-Гӏала: Нохчоблзорб, 1934.
- Музаев Н. Д. В Атагинской долине: рассказ = Атагӏийн тогӏийчохь. — Грозный: Нохчоблзорб, 1935.
- Музаев Н. Д. Мой путь: стихи = Сан некъ. — Грозный: Нохчоблзорб, 1936.
- Музаев Н. Д. Колхозная свадьба: пьеса = Колхозан ловзар. — Грозный: Нохчоблзорб, 1938.
- Музаев Н. Д. Голос сердца: стихи = Деган аз. — Грозный: Нохчоблзорб, 1939.
- Музаев Н. Д. По дороге где бьют молнии: стихи, поэмы = Ткъес деттачу новкъахь. — Грозный: Нохчоблзорб, 1940.
- Музаев Н. Д. Замза: повесть = Замза. — Алма-Ата: Казгослитиздат, 1957.
- Музаев Н. Д. Селим говорит: поэма = Селима дуьйцу. — Алма-Ата: Казгослитиздат, 1957.
- Музаев Н. Д. Поступь героев: роман = Къонахийн болар. — Грозный: Чечено-Ингушское книжное издательство, 1959. — Т. 1.
- Музаев Н. Д. Поступь героев: роман = Къонахийн болар. — Грозный: Чечено-Ингушское книжное издательство, 1960. — Т. 2.
- Музаев Н. Д. Шаг в завтра: поэма = Кханенга гӏулч. — Грозный: Чечено-Ингушское книжное издательство, 1962.
- Музаев Н. Д. В низине Аргуна: роман = Органан тогӏехь. — Грозный: Чечено-Ингушское книжное издательство, 1966.
- Музаев Н. Д. Шёпот арыка: стихи = Татолан шабарш. — Грозный: Чечено-Ингушское книжное издательство, 1968.

#### на русском языке
- Говорит Селим. (Сказание о Чечне). Поэма. М.: Советский писатель, 1958.
- Музаев Н. Д. Горсть земли: стихотворения и поэмы. — М.: Художественная литература, 1960. — 214 с.
- Нурдин Музаев, Анисим Кронгауз. Продолжение песни. Стихотворения и поэмы. — М.: Советский писатель, 1967. — 130 с.
- Музаев Н. Д. Горячие сердца: стихотворения и поэмы. — Грозный: Чечено-Ингушское книжное издательство, 1973. — 189 с.
- Музаев Н. Д. В долине Аргуна: сатирическая повесть. — М.: Современник, 1974. — 219 с.
- Музаев Н. Д. Избранное: Стихи, поэмы. — Благотворительный фонд поддержки чеченской литературы, 2012. — Т. 17. — 286 с. — (Библиотека чеченской литературы). — ISBN 5904885601.

### Научные труды Нурдина Музаева

#### на чеченском языке
- Музаев Н. Д. Нохчийн роман (чеченский) // Орга : журнал. — 1963. — № 2.
- Музаев Н. Д. Нохчийн керла исбаьхьаллин проза (чеченский) // Орга : журнал. — 1963. — № 3.

#### на русском языке
- Музаев Н. Д. Чеченская литература на путях социалистического реализма. — Грозный: Чечено-Ингушское книжное издательство, 1963. — 77 с.
- Музаев Н. Д. Взаимосвязи литератур Северного Кавказа в процессе становления жанров. — Грозный: Чечено-Ингушское книжное издательство, 1974. — 234 с.